# Црква Светог великомученика Георгија у Соколовићима
Црква Светог Великомученика Георгија у Соколовићима је црква Српске правослвне цркве која припада Митрополији дабробосанској. Налази се у Соколовићима, надомак општине Соколац. То је једна од цркава која припада намјесништву соколачко-паљанском. Саграђена је 1982/83 године, а осветио ју је тадашњи митрополит дабробосански Владислав 1984. године.  Освећењу је присуствовало око 15 000 вјерника.